# Impetuoso (1914)
«Імпетуозо» (італ. Impetuoso) - ескадрений міноносець типу «Індоміто» ВМС Італії часів Першої світової війни.

## Історія створення
Ескадрений міноносець «Імпетуозо» був закладений у 1910 році на верфі «Cantiere Pattison» в Неаполі. Спущений на воду 23 липня 1913 року , вступив у стрій у 1914 році.

## Історія служби
Після вступу Італії у Першу світову війну «Імпетуозо»  був включений до складу II ескадри есмінців, разом з однотипними «Інтрепідо», «Імпавідо», «Індоміто», «Інсідіозо» та «Іррек'єто».
9 червня «Імпетуозо»  разом з есмінцями «Інтрепідо», «Індоміто», «Іррек'єто», «Інсідіозо», «Анімозо», «Ардіто», «Арденте», «Аудаче» і крейсер-скаут «Куарто» супроводжували крейсери «Джузеппе Гарібальді» і «Веттор Пізані», здійснюючи обстріли албанського узбережжя.
3 грудня «Імпетуозо» вийшов з Бріндізі і разом з есмінцями «Індоміто», «Іррек'єто», «Інтрепідо» та «Інсідіозо» супроводжував один з перших конвоїв, які доставили війська та спорядження в Албанію. Конвой складався з транспортів «Ре Умберто» та «Вальпараїсо» та перевозили 1800 вояків та 150 коней.
Поблизу албанського узбережжя «Ре Умберто» підірвався на міні, розламався навпіл та затонув. «Імпетуозо» взяв участь у рятувальній операції, врятувавши загалом 712 чоловік
8 грудня «Імпетуозо» та «Інсідіозо» супроводжували пароплав «Палермо», який доставив з Таранто у вльору 700 вояків та 43 коней.
Вночі 11-12 грудня «Імпетуозо» супроводжував з Таранто у Вльору транспорт «Вальпараїсо» з вояками на борту.
23 лютого 1916 року «Імпетуозо» та «Інсідіозо» обстріляли австро-угорські позиції поблизу Дурреса.
9 липня того ж року «Імпетуозо» та «Іррек'єто» переслідували австро-угорський крейсер «Новара», який атакував бар'єр в протоці Отранто та потопив декілька дрифтерів. Але «Новарі» вдалось повернутись в Котор.
О 15:30 наступного дня, коли «Імпетуозо» та «Інсідіозо» проводили патрулювання, був помічений слід від торпеди (яку випустив підводний човен «U 17»). «Імпетуозо» не зміг ухилитись від неї. Внаслідок вибуху есмінець затонув у точці з координатами 40°10′ пн. ш. 18°50′ сх. д. / 40.167° пн. ш. 18.833° сх. д.. Загинуло 37 членів екіпажу, 51 був врятований.